# Cell (processor)
De Cell-processor is een architectuurontwerp voor microprocessoren, gemaakt door Sony, Toshiba en IBM (STI).
Het bestaat uit een centrale processor gebaseerd op de 64-bit PowerPC chip van IBM, de PPE (PowerPC Processing Element), met een aantal SPE's (Synergistic Processing Elements) ter ondersteuning. Deze SPE's zijn in staat om zeer snel bewerkingen op 128-bit waarden uit te voeren. De 128 bits brede interne registers kunnen naar keuze worden gebruikt als één integer- of floatingpointwaarde van 128 bits (quad word), twee waardes van 64 bits (onder andere double precision floating point), vier waardes van 32 bits (onder andere single precision floating point), acht van 16 bits of 16 van 8 bits. Tijdens elke klokcyclus worden deze waarden parallel verwerkt.
De SPE van de Cell-processor is geoptimaliseerd voor single precision floatingpointberekeningen waarvan er maximaal acht per klokcyclus kunnen worden uitgevoerd. Dit komt bij 3,2 GHz neer op 25,6 GFLOPS. Ook de PPE kan maximaal 8 singleprecision-, of twee doubleprecisionberekeningen per klokcyclus uitvoeren.
Iedere SPU is voorzien van een eigen geheugenruimte en cache. Ze zijn verbonden met onder meer de PPE en de geheugencontroller door de zeer snelle 128-bit brede EIB, de Element Interface Bus.
De Cell is de processor die momenteel in de PlayStation 3 wordt gebruikt. De Cell-processor in de PS3 heeft 8 SPE's, waarvan er één uitgeschakeld is. Gezien de enorme rekensnelheden die bereikt kunnen worden, ligt toepassing binnen supercomputers voor de hand.

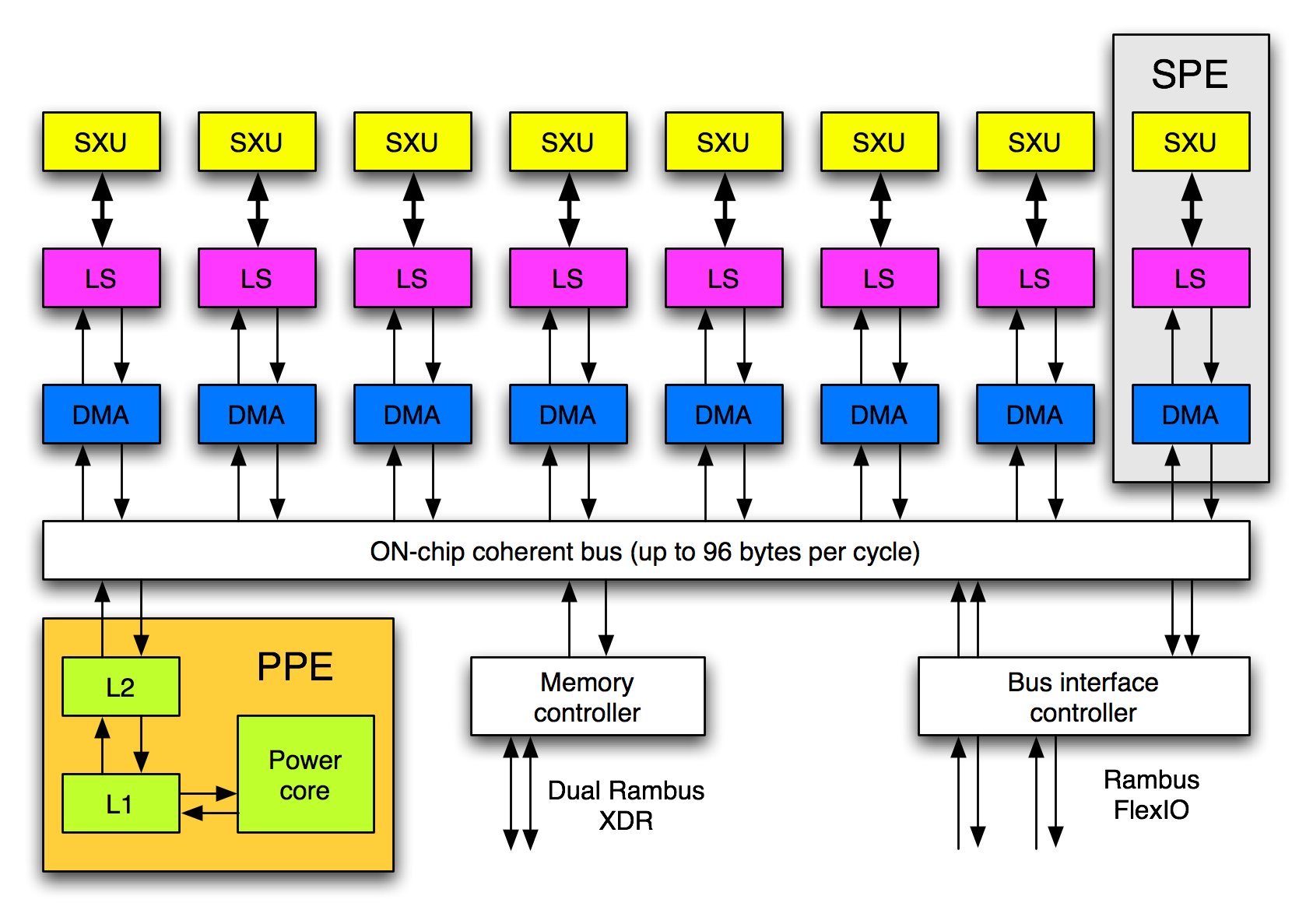
Schema van de Cell-Prozessor